# Vazimba
Vazimba var enligt legenden den första folkgruppen människor på Madagaskar.
Det finns teorier om att Vazimba var en astronesisk folkgrupp som invandrade till ön när den första befolkades av människor mellan 300 f.Kr. och 500 e.Kr., och att de möjligen var pygméer, men dessa teorier har inte bekräftats. 
Enligt legenden fanns de på ön när Merinafolket först anlände till Madagaskar, och förintades när Merina erövrade de centrala högländerna under 1500- och 1600-talet, men huruvida det är sant är inte bekräftat. Vazimba inkorporerades i den inhemska religionen och kulturen på Madagaskar som en typ av skyddsandar.